# Sidowayah (Panekan)
Sidowayah is een bestuurslaag in het regentschap Magetan van de provincie Oost-Java, Indonesië. Sidowayah telt 3982 inwoners (volkstelling 2010).